# El extraño retorno de Diana Salazar
Az El extraño retorno de Diana Salazar (magyarul: Diana Salazar különös visszatérése) egy 1988-as mexikói telenovella, amit a Televisa készített. A telenovella hangulatát a műfajhoz szokatlanul a természetfelettiség témája határozta meg. A főszerepekben Lucía Méndez és Jorge Martínez voltak, míg a gonosz szerepekben Alma Muriel, Alejandro Camacho és Carlos Cámara voltak.

## Történet
1640-ben Zacatecasban, az akkori Új-Spanyolországban a szép és gyönyörű arisztokrata Leonor de Santiagót (Lucía Mendéz) épp eljegyzi  Don Eduardo Carbajal (Jorge Martínez) . Leonor boldogságát beárnyékolja, hogy féltve őrzi sötét titkát: Leonor természetfeletti képességekkel rendelkezik: telekinézisre képes és látomásai vannak. Leonornak hirtelen furcsa rémálmai lesznek, amelyben sötét látomásai lesznek Eduardóval való kapcsolatáról.
Leonor és Eduardo kapcsolata nem tetszik Lucrecia Treviñónak (Alma Muriel), aki halálosan szerelmes Eduardóba. Emiatt Lucrecia minden megtesz, hogy Leonor és Eduardo kapcsolatát tönkretegye. Lucrecia hamarosan felfedezi Leonor természetfeletti erejét, emiatt hűséges cselédje Casilda segítségével fekete mágiát használva akarja a kapcsolatukat megszüntetni.
Az eljegyzési estén Lucrecia beront Leonor otthonába és nyílvánosan, a Szent Inkvizició emberei előtt boszorkánysággal vádolja meg Leonort. Eduardo Leonor védelmére kell, de idegösszeroppanást kap, ami miatt Leonor telekinzést használ a jelenlevők előtt, ám ezzel lebuktatja saját magát az inkvizciót előtt. Végül Leonort és Eduardót fekete mágia használatával és boszorkánysággal vádolják meg. Mindkettejüket az inkvizició elé állítják, ahol máglyahalálra ítélik őket.
Miután Lucrecia szembesül azzal, hogy élete szerelmét, Eduardót is halálra ítélik, öngyilkos lesz: felakasztja magát egy fára. Leonor és Eduardo a haláluk előtt esküt tesznek, hogy szerelmük egy másik életben fog beteljesedni.
A történet ezután több mint 300 évet megy előre az időben: a helyszín Mexikóváros és 1988-at írnak. Diana Salazar (Lucía Mendéz)  egy fiatal, középosztálybeli lány, aki anyjával, Delfinával (Adriana Roel)  és nővérével Malenával (Rosa María Bianchi) él együtt. Gyermekkora óta titokzatos ajándékokat kapott, amelyek különös, természetfeletti képességekkel ruházták fel. Diana képes a telekinézisre és látomásai vannak. Ezek a képességek azonban pokollá teszik életét. Édesapja egy autóbalesetben halt meg, amit Diana látomásaival előre megjósolt, emiatt Delfina őt hibáztatja a balesetért.
Dianának furcsa álmai lesznek, amelyekben Leonor és Eduardo 300 évvel azelőtti halálát látja. Mivel mindennap visszatér ez az álom, ezért felkeres egy elismert pszichiátert, dr. Irene del Condét (Alma Muriel). Irenének szerelmi viszonya van Omar Santelmóval, aki a parapszichológiával foglalkozik....

## Szereplők
- Lucía Méndez – Diana Salazar / Doña Leonor de Santiago
- Jorge Martínez – Mario Villarreal / Don Eduardo Carbajal
- Alma Muriel – Dra. Irene del Conde / Doña Lucrecia Treviño
- Alejandro Camacho – Dr. Omar Santelmo
- Adriana Roel – Delfina García vda. de Salazar
- Patricia Reyes Spíndola – Jordana Núñez
- Carlos Cámara – Luther Henrich / Franz Webber
- Chela Nájera – Fidelia Velasco, "Nela"
- Fernando Sáenz – Rodrigo Enríquez
- Rosa María Bianchi – Malena Salazar Obregón
- Mario Casillas – Gonzalo Obregón
- Rafael Velasco – Enrique Falcón
- Alejandro Tommasi – Adrián Alfaro
- Rebeca Manríquez – Marisela Rocha
- Alejandra Peniche – Mónica Uzeta
- Ricardo Lezama – Ignacio Galván
- Carlos Magaña – teniente Juan Manuel Amézcua
- Alonso Echánove – Rafael Romero
- Rafael Baledón – el Ing. Ernesto Santelmo
- Ella Laboriel – Casilda
- Tara Parra – Doña Constanza de Santiago
- José Luis Carol – Don Álvaro de Santiago
- Mario Sauret- Rodrigo Cervantes de Benavente
- Carla María Rivas – Isabel Carbajal
- Enrique Hidalgo – Dr. José Fortes
- Carlos Guajardo -
- César Arias como – Dr. Agustín Tamayo
- Ariadna Welter – Gloria Morrison
- Lolita Cortés – Liz Morrison
- Beatriz Martínez – Clarita
- Arturo Beristáin – el Dr. Ronaldo de Juan
- Rosa Furman – Madame More

## Érdekességek
- Alma Muriel és Mario Casillas később együtt szerepeltek a Megveszem ezt a nőt sorozatban.